# 2005 في تشيلي
فيما يلي قوائم الأحداث التي وقعت خلال عام 2005 في تشيلي.

## سياسة

### تعيين في المنصب
- 24 مايو – فرنسيسكو فيدال ساليناس وزير الداخلية ‏.

### انتهاء فترة المنصب
- 24 مايو – فرنسيسكو فيدال ساليناس minister Secretary General of Government of Chile ‏.

## برامج ومسلسلات وأنمي
- 31 دقيقة

## وفيات

### مارس
- 2 مارس – ماريو مورينو (مواليد 1935) لاعب كرة قدم تشيلي.

### أكتوبر
- 29 أكتوبر – فرناندو أليغريا (مواليد 1918)

### ديسمبر
- 28 ديسمبر – إكسيكويل فيغوروا (مواليد 1924)